# Antoine Hyacinthe Fleury
Antoine Hyacinthe Fleury est un homme politique français né le 15 novembre 1756 à Saint-Vallier (Dauphiné) et mort le 2 février 1848 au même lieu.

## Biographie
Antoine Hyacinthe Fleury naît le 15 novembre 1756 à Saint-Vallier. Il est le fils d'Hyacinthe Fleury, avocat, et de son épouse, Simone Marguerite Guillermin, et le frère aîné de Jean-Baptiste Fleury, juge et député.
Avocat en Parlement et juge de paix à Saint-Vallier, il se marie le 3 juin 1783 à Hostun avec Françoise Grand, fille d’Étienne-François Grand, secrétaire du roi à la chancellerie du Conseil souverain de Corse.
À l'éclatement de la Révolution française, il est envoyé à l'Assemblée de Chabeuil où il est désigné, en mai 1790, administrateur du département de la Drôme.
Devenu juge au tribunal de Romans-sur-Isère, il est député de la Drôme de 1791 à 1792, siégeant dans la majorité. Il est ensuite juge de paix, président du canton de Saint-Vallier et conseiller d'arrondissement.
Antoine Hyacinthe Fleury meurt le 2 février 1848 à Saint-Vallier.